# 朝鲜战争列表

## 大事列表
本列表按照时间顺序列举朝鲜战争相关事件。

### 1950年
- 6月25日
  - 朝鲜人民军入侵韩国，朝鲜战争开始。

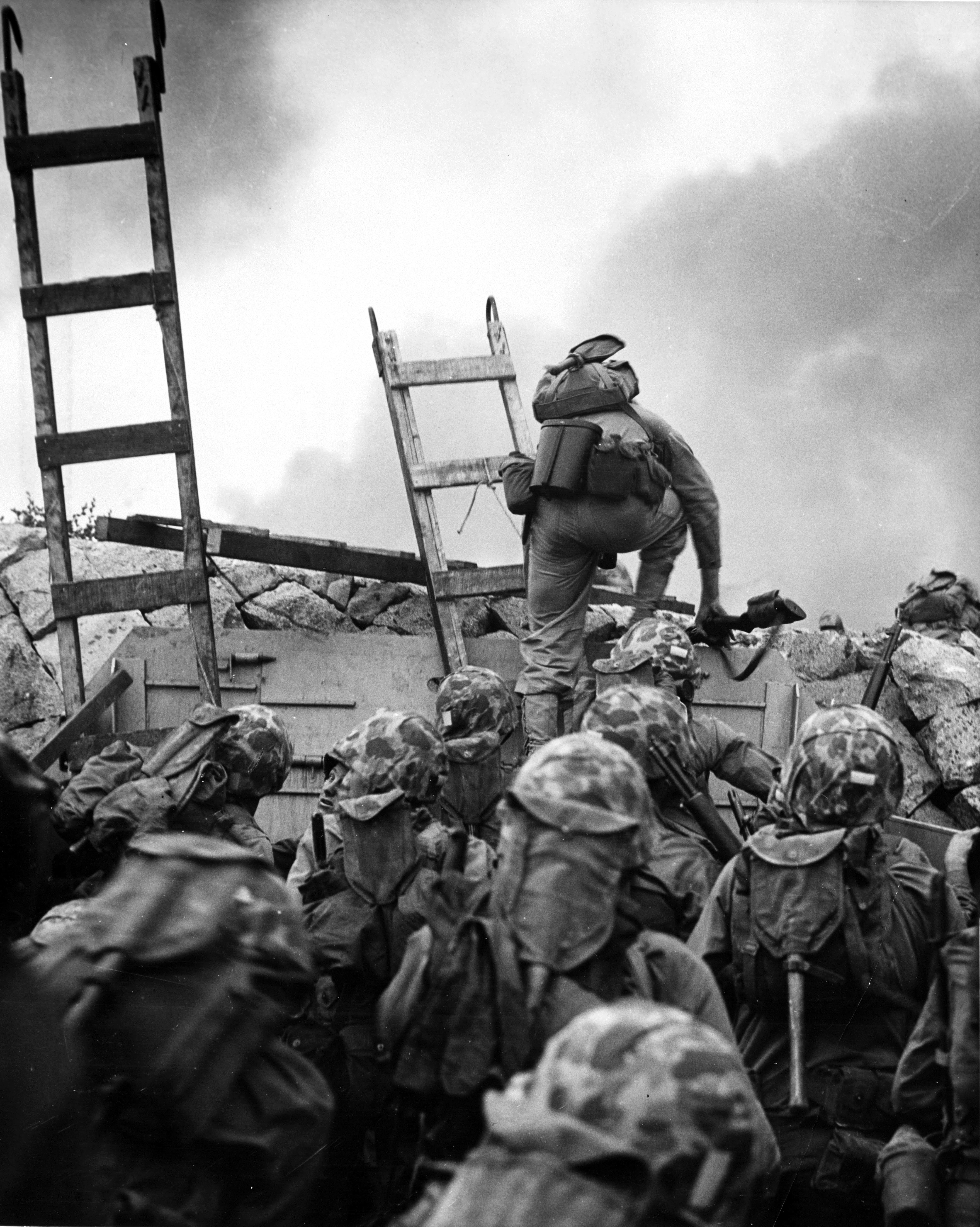
1950年9月15日，美國海軍陸戰隊在韩国仁川登陸

  - 联合国安理会通过第82号决议，要求朝鲜军队撤至三八线以北。[4]
- 6月28日，朝鲜人民军攻克南韩首都汉城（即首尔）。
- 7月5日，美军（史密斯特遣队500人）在乌山附近首次与朝鲜人民军交战。
- 7月7日，联合国安理会通过第84号决议，组成以美国为首的联合国军援助韩国。[4]美国第七舰队驶进台湾海峡，防止台海發生衝突。
- 7月8日，麦克阿瑟被任命为联合国军总司令。
- 7月20日，朝鲜人民军攻克大田。
- 7月31日，朝鲜人民军攻克晋州。
- 8月4日，中共中央政治局会议讨论决定选择时机帮助朝鲜对抗美国。
- 8月6日－8日，联合国军商议仁川登陆问题。
- 9月15日，联合国军登陆仁川（图）。
- 9月27日，联合国军汇合于水原。
- 9月27日，美国总统杜鲁门签署美国参谋长联席会议和国防部的授权指示麦克阿瑟可以越过三八线打击朝鲜人民军。
- 9月28日，联合国军攻克汉城。
- 9月30日，中国政务院总理周恩来发表演说：“……不能听任帝国主义对自己邻人肆行侵略而置之不理”。
- 9月30日，美国国防部长马歇尔在发给麦克阿瑟的报文中写道：“我们希望你能在战略和战术上畅通无阻的挺进三八线以北。”
- 10月1日，韩国国军越过三八线。
- 10月1日，金日成向毛泽东发出求援信，请求中国出兵援助。[3]
- 10月3日，周恩来召见印度驻华大使，表示“美国军队如果真的越过三八线的话，我们不能坐视不顾，我们要管。”[3]
- 10月5日，中共中央政治局会议讨论出兵朝鲜的最终决定。
- 10月7日，联合国军大部队越过三八线。
- 10月8日，中国人民革命军事委员会主席毛泽东发布命令：“……着将东北边防军改为中国人民志愿军，迅即向朝鲜境内出动，协助朝鲜同志……”，中国人民志愿军正式成立，彭德怀任总司令。[3]
- 10月11日，韩国国军攻克元山。
- 10月19日，联合国军攻克朝鲜首都平壤。
- 10月19日夜间至22日凌晨，中国人民志愿军26万人全数度过鸭绿江，进入朝鲜参战。
- 10月25日，中国志愿军在溫井戰鬥中首次与联合国军交火。
- 10月26日，韩国国军第6师一部前进至鸭绿江边的楚山。
- 10月27日－31日，中国志愿军发动第一次战役。
- 10月31日－11月2日，中国志愿军攻占清川江。
- 11月25日－12月9日，中国志愿军发动第二次战役。
- 11月25日，中国人民志愿军攻占德川。
- 11月25日，毛岸英阵亡。
- 12月5日，中国人民志愿军攻占平壤。
- 12月15日，联合国军撤至三八线以南。
- 12月31日－1951年1月5日，中国人民志愿军发动第三次战役。

### 1951年
- 1月4日，中国人民志愿军攻占汉城。
- 1月25日-2月16日，联合国军发动进攻。
- 2月17日-3月14日，中国人民志愿军的攻势在砥平里战斗后几乎达到极限，开始边战边撤。
- 3月15日，联合国军攻占汉城。
- 4月11日，麦克阿瑟被免除最高司令官职务，李奇微接任。
- 4月22日－28日，中国人民志愿军发动第五次战役第一次进攻。
- 5月16日－23日，中国人民志愿军发动第五次战役第二次进攻。
- 6月23日，苏联副外长马立克建议停火。
- 7月10日，双方在开城开始停战谈判。
- 8月18日－9月18日，联合国军发动夏季攻势。
- 8月22日，谈判中断。
- 9月29日－10月22日，联合国军发动秋季攻势。
- 10月15日，美军攻占“伤心岭”。
- 10月25日，停战谈判恢复。

### 1952年
- 1月，中华人民共和国政府指控联合国军使用细菌武器，美国政府向联合国安全理事会提出的由国际红十字会委员会调查此控诉的决议草案遭苏联使用否决权拒绝。中华人民共和国政府和朝鲜政府均拒绝接受国际红十字会委员会进行调查的建议。[5]
- 1月1日，联合国军开始对朝鲜阵地进行炮击战和空袭战。
- 5月7日，巨济岛事件，朝鲜战俘扣押美国将军法兰西斯·杜德。
- 5月10日[3]（或5月12日[1]），杜德获得释放。
- 5月12日，李奇微离任，克拉克担任联合国军总司令。
- 6月6日－14日，联合国军回击行动。
- 10月8日，停战谈判中断。
- 10月14日，联合国军发起金化攻势。
- 10月14日－11月25日，上甘岭战役。

### 1953年
- 4月6日，双方停战谈判联络组会议开始举行。
- 4月11日，双方就交换病伤战俘达成协议。
- 4月26日，停战谈判正式恢复。
- 5月13日，中国人民志愿军发动夏季攻势。
- 5月27日，中国人民志愿军发动夏季攻势第二次进攻。
- 6月8日，双方就战俘安排达成协议。
- 7月13日，中国人民志愿军发起夏季战役第三次进攻（即金城战役）。
- 7月19日，板门店双方谈判代表在所有问题上达成协议。
- 7月27日，停火协定签字。

## 著名人物列表
- 金日成：时任朝鲜劳动党委员长、朝鲜内阁首相、人民军最高司令官
- 李承晚：时任大韩民国总统
- 毛泽东：时任中共中央主席、中国中央人民政府主席、人民革命军事委员会主席
- 杜鲁门：时任美国总统
- 斯大林：时任苏共中央总书记、苏联部长会议主席
- 彭德怀：人民革命军事委员会副主席、中国人民志愿军总司令
- 麦克阿瑟：联合国军总司令
- 李奇微：联合国军总司令（继任）
- 馬克·韋恩·克拉克：联合国军总司令（继任）
- 崔庸健：朝鲜人民军副司令官
- 周恩来：时任中国中央人民政府政务院总理兼外交部长
- 王海：中国将领
- 杨得志：中国将领
- 洪学智：中国将领
- 中国人民志愿军英雄、模范和特等功臣名单
- 毛岸英：毛泽东之子
- 张积慧：中国人民志愿军功勋飞行员
- 郑律成：《朝鲜人民军进行曲》曲作者
- 阿姆斯特朗：美国宇航员
- 奥尔德林：美国宇航员
- 温纳瑞斯：美国战俘
- 特里格韦·赖伊：时任联合国秘书长
- 朴宪永：时任朝鲜劳动党中央委员会副委员长
- 凯南·埃夫伦：参加朝鲜战争，后来成为土耳其总统

## 文艺作品列表

### 中國大陸
中国大陸从1956年的《上甘岭》开始，几乎从未间断推出各种关于“抗美援朝”的影视作品。
电影
- - 《上甘岭》：长春电影制片厂1956年出品。
  - 《英雄儿女》：抗美援朝电影中的经典之作。
  - 《铁道卫士》：丹东的公安（警察）机关阻止从台灣来的美国中央情报局特务对进出朝鲜的铁路的破坏。
  - 《长空雄鹰》：长春电影制片厂1976年拍摄。根据志愿军空军英雄王海、张积慧的故事改编。
  - 《心灵深处》：1982年拍摄。主演：刘晓庆饰欧阳兰。
  - 《战地之星》：1983年拍摄。导演：魏龙。主演：盖克饰女大学生白露用英语对美军广播。
  - 《北纬三十八度》：2000年由八一电影制片厂拍摄，导演：韦廉，主演：丁笑宜，末上映。
  - 《较量》：是中国第一部全面叙述抗美援朝战争过程的文献历史影片。
  - 《云水谣》：2006年的一部中国大陆和台湾合拍的电影。
  - 《奇袭》、《激战无名川》、《打击侵略者》、《三八线上》、《烽火列车》 、《碧海红波》、《前方来信》、《慧眼丹心》、《斩断魔爪》、《为了和平》、《心弦》、《北纬三八度线》、《毛泽东和他的儿子》、《铁血大动脉》、《神龙车队》、《三八线上的女兵》等等。
- 电视剧
  - 《欧阳兰》
  - 《中国战俘》
  - 《硝烟散后》
  - 《壮志凌云》
  - 《抗美援朝》，中国中央电视台拍摄，未播出。
- 歌曲
  - 《中國人民志願軍軍歌》，麻扶搖填詞，周巍峙作曲。
  - 《我的祖国》，电影《上甘岭》插曲。
- 京剧
  - 《奇袭白虎团》：文化大革命中的样板戏之一，山东京剧院演出。
- 電子遊戲
  - 《決戰朝鮮》

### 韩国
- 《太極旗飄揚》：由張東健、元斌、李恩宙主演。故事講述飾演兩兄弟的張東健及元彬因為各種原因，而成為了南、北雙方的軍人。作為兄長的張東健更在北方的軍隊成為了高級軍官。然而，他所造的一切，其實只是想要保護他的家人，特別是他的弟弟。這電影充份表现战争使双方人性和理智的泯灭，以及當權者為了自身的私利，不單使一個個家庭破碎，還陪上了眾人的生命。
- 《欢迎来到东莫村》：主演：申河均、郑在泳，战争喜剧，講述南北雙方及美軍在這個位於兩軍邊界的小鎮上共處的故事。
- 《JSA安全地帶》（《共同警备区》）
- 《藍天特攻隊》敘述大韓民國 F-86 飛行員與其飛行教官女兒的烽火戀情故事，主題曲在台灣地區相當有名。（又疑本片即是申相玉導演的《紅巾特攻隊》誤譯）

### 朝鲜
- 《卖花姑娘》
- 《南江村的妇女》
- 《一个护士的故事》
- 《火车司机的儿子》
- 《金姬和银姬的命运》：一对失散的姐妹，姐姐在朝鲜成了舞蹈家，妹妹在韩国成了被欺凌的酒吧女。
- 《无名英雄》：二十集电影，1978年到1981年。一位英國籍的朝鲜人在韩国做间谍，遇到了打入美军的前女友。
- 《战友》：1956年拍摄。中國和北韓一起战斗的故事。
- 《路》
- 《沸流江的新传说》：罗盛教的故事。
- 《火红的山脊》：黄继光的故事，穿插邱少云的形象。1988年拍摄。

### 美国
- 《陆军野战医院》（M*A*S*H）
- 《钢盔》（Steel Helmet，1951年）
- 《决不撤退！》（Retreat, Hell!，1952年）
- 《战地天使》（Battle Circus，1953年）
- 《独孤里桥之役》（The Bridge at Toko-Ri）
- 《猪排山》（Pork Chop Hill，1959年）
- 《满洲候选人》（The Manchurian Candidate，1962年）
- 《仁川》（Inchon, 1981年）
- 《麦克阿瑟传》 ( MacArthur,1977年)
- Men in War, Jet Pilot, McConnells Story, Battle Hymn, Korea Patrol, At War with the Army, All the Young Men, Battle Flame, Battle Taxi, Battle Zone, Sky Commando, Tank Battalion, The Hunters, This is Korea, A Hill in Korea/Hell in Korea, Air Strike, Cease Fire!, Dragonfly, Squadron, A Yank in Korea, War Hunt

## 其他列表
- 历史
  - 首爾特別市歷史
  - 联合国安全理事会决议
  - 中美关系、台湾问题

- 地理
  - 三八线、板门店
  - 韩国：汉城、仁川、釜山、开城、大田、晋州、水原
  - 朝鲜：平壤、鸭绿江、上甘岭
  - 炸毁的文物：满月台、安鶴宮、广法寺、释王寺、龟城南门、芙蓉堂
  - 横田空军基地：日本的联合国军空军基地

- 武器
  - F-86佩刀戰鬥機
  - 米格-15战斗机
  - 白朗宁自动步枪
  - 莫辛-納甘步槍
  - M1卡宾枪
  - 三八式步枪
  - 史密斯威森軍警型：手枪

- 纪念設施
  - 战争纪念馆 (韩国)
  - 兄弟雕像
  - 祖国解放战争胜利纪念馆
  - 抗美援朝纪念馆
  - 沈阳抗美援朝烈士陵园
  - 朝鲜战争老兵纪念碑
  - 伦敦朝鲜战争纪念碑